# Hesperophanoschema hirsutum
Hesperophanoschema hirsutum là một loài bọ cánh cứng trong họ Cerambycidae.